# SERB
Русское освободительное движение «SERB» (ранее известное как «Юго-восточный радикальный блок» SERB (South East Radical Block)) — националистическая пророссийская политическая группа, действующая на территории России и Украины. Известна своими провокациями против российской оппозиции. Предположительно финансируется и курируется российскими силовиками.

## История
О «Юго-восточном блоке» в соцсетях впервые упомянули в марте 2014 года; основатели заявляли о его участии в штурме Харьковской областной администрации. Движение придерживалось антимайдановской идеологии (требование элементов федерализации, поддержка крымского референдума, негативное отношение к Евромайдану и его участникам, протесты против применения армии на востоке Украины, призыв бойкотировать майские президентские выборы и создать «Юго-восточную украинскую республику», поддержка Новороссии).
В тот момент движение имело 300 сторонников и ещё столько же сочувствующих в Днепропетровске, Запорожье и Кривом Роге, руководящую роль в нём занимал актёр Игорь Бекетов (псевдоним — Гоша Тарасевич).
В конце лета 2014 года активисты SERB переехали из Украины в Россию из-за опасений за свою безопасность и возбуждения СБУ уголовного дела на Тарасевича (по его словам, движение и после этого продолжает действовать на Украине). Зимой 2014—2015 годов движение включилось во внутрироссийскую политическую жизнь, борясь с российскими оппозиционерами под лозунгом «недопущения российского Майдана».
По версии бывшего члена SERB Олега Чурсина, движение курировал сотрудник центра по противодействию экстремизму МВД майор Алексей Окопный, который был тоже замечен на акциях движения активистами «Солидарности». Сам Чурсин на момент своей активности в SERB был действующим майором полиции.
По информации интернет-издания «Meduza», движение SERB получает деньги от МВД РФ за «помощь в раскрытии преступлений». Русское освободительное движение «SERB», по словам его лидера, финансировалось участниками.

## Деятельность
Активисты SERB занимались:
- срывом антивоенных и антипутинских акций в Москве;
- отправкой заявлений на протестующих в Генпрокуратуру и полицию для их задержания[20];
- нападениями на активистов, политиков и общественных деятелей, среди пострадавших были Алексей Навальный[21], Юлия Латынина и Виталий Манский[22]. Причиной для атак называлось оскорбление России, президента и Крыма[2];
- уничтожением импровизированного мемориала и снятие мемориальных досок на месте убийства Бориса Немцова[23];
- атаками на посольства Турции и Украины;
- срывом культурных мероприятий[24][25][26][27];
- подачей судебных исков против оппозиционеров[28][29] и организаторов художественных мероприятий[30], участие в качестве свидетелей в судебных процессах против участников протестов 26 марта 2017 года[31], сотрудничество с полицией в качестве свидетелей[32].
- нападением на Алексея Навального в 2020 году: трое неизвестных обсыпали его мукой и облили прокисшим молоком около редакции «Эхо Москвы», куда Навальный направлялся на интервью[33].
- нападением на основателя «Артдокфеста» Виталия Манского в 2021 году: это произошло прямо во время фестиваля. По словам представителей группы, это был «перфоманс»: они хотели надеть на голову Манского трусы[34][35].

## Реакция властей
Ряд активистов движения был задержан полицией без возбуждения уголовных дел, полиция также проигнорировала удар Тарасевича по полицейскому в ходе одной из акций. В сентябре 2016 года Тарасевич был избит неизвестными. Только нападение на Юлию Латынину (начата проверка) и действия на выставке Джока Стёрджеса (составлен протокол о мелком хулиганстве, Александр Петрунько и Гоша Тарасевич получили 7 суток административного ареста) имели дополнительные последствия.
29 апреля 2017 года по факту нападения было возбуждено уголовное дело по статье 116 УК (побои или иные насильственные действия, причинившие физическую боль) из-за нападений неизвестных на политика Алексея Навального, в ходе которого в него плеснули зелёнкой, что привело к химическому ожогу правого глаза, поразив зрачок и роговицу. Позже видео нападения с заретушированными лицами нападающих было показано каналом РЕН ТВ, на сервере телеканала нашли четыре версии видеозаписи, благодаря более чёткой версии в атаковавшем распознали активиста движения SERB Александра Петрунько (ещё один человек на видеозаписи — его соратник Алексей Кулаков). Дело было приостановлено из-за невозможности определить личности нападавших, к движению полиция претензий не имела.

## Символика
В качестве флага движение «SERB» использовался стилизованный флаг Украинской ССР с надписью «SERB», однако позже флаг был изменён[как?].